# Германо-турецкая интервенция в Закавказье
Герма́но-туре́цкая интерве́нция в Закавказье — военная интервенция Центральных держав в Закавказье во время Гражданской войны в России в 1918 году.

## Конец мировой войны в Закавказье
В ходе Первой мировой войны русские войска Кавказского фронта заняли значительную часть территории Турции. К концу 1917 года фронт проходил по линии Трапезунд — Гюмюшхане — Эрзинджан-Кале — Хыныскала — южный берег озера Ван — персидская граница.
Февральская революция 1917 года вызвала хаос и брожение в войсках Кавказского фронта. 31 мая генерал Н. Н. Юденич был отстранён от командования фронтом «за сопротивление указаниям» Временного правительства и передал дела генералу от инфантерии М. А. Пржевальскому. В течение 1917 года русская армия постепенно разлагалась, солдаты дезертировали, отправляясь по домам, и к концу года Кавказский фронт оказался развален полностью.
После большевистского вооружённого восстания в Петрограде власть на территории Закавказья взял в свои руки Закавказский комиссариат — коалиционное правительство, созданное в Тифлисе с участием грузинских социал-демократов (меньшевиков), правых эсеров, армянских дашнаков и азербайджанских мусаватистов. Закавказский комиссариат заявил о непризнании Совнаркома Советской России. Опираясь на национальные вооружённые формирования, он распространил свою власть на всё Закавказье, кроме района Баку, где установилась Советская власть.
5 (18) декабря 1917 года по соглашению представителей Османской империи и Закавказского комиссариата было заключено перемирие, что привело к массовому отходу русских войск из Западной (Турецкой) Армении. К началу 1918 года турецким силам в Закавказье фактически противостояли лишь несколько тысяч кавказских (в основном армянских) добровольцев под командой двухсот офицеров.
В декларации Закавказского комиссариата указывалось, что он будет действовать «лишь до созыва Всероссийского учредительного собрания, а в случае невозможности его созыва … до съезда членов Учредительного собрания от Закавказья и Кавказского фронта».
5 (18) января 1918 года в Петрограде было созвано Всероссийское учредительное собрание. Депутаты из числа меньшевиков и правых эсеров отказались признать Советскую власть, из-за чего левые эсеры и большевики покинули заседание, а ВЦИК принял декрет о роспуске Всероссийского учредительного собрания. 12 (25) января 1918 года Закавказский комиссариат принял решение о созыве Закавказского сейма как законодательного органа Закавказья.
30 января (12 февраля) 1918 года, за две недели до созыва Закавказского сейма, турецкие войска, воспользовавшиеся развалом Кавказского фронта и нарушившие условия перемирия, начали крупномасштабное наступление по всему фронту. Практически сразу ими был занят Эрзинджан, а 11 (24) февраля — Трапезунд.

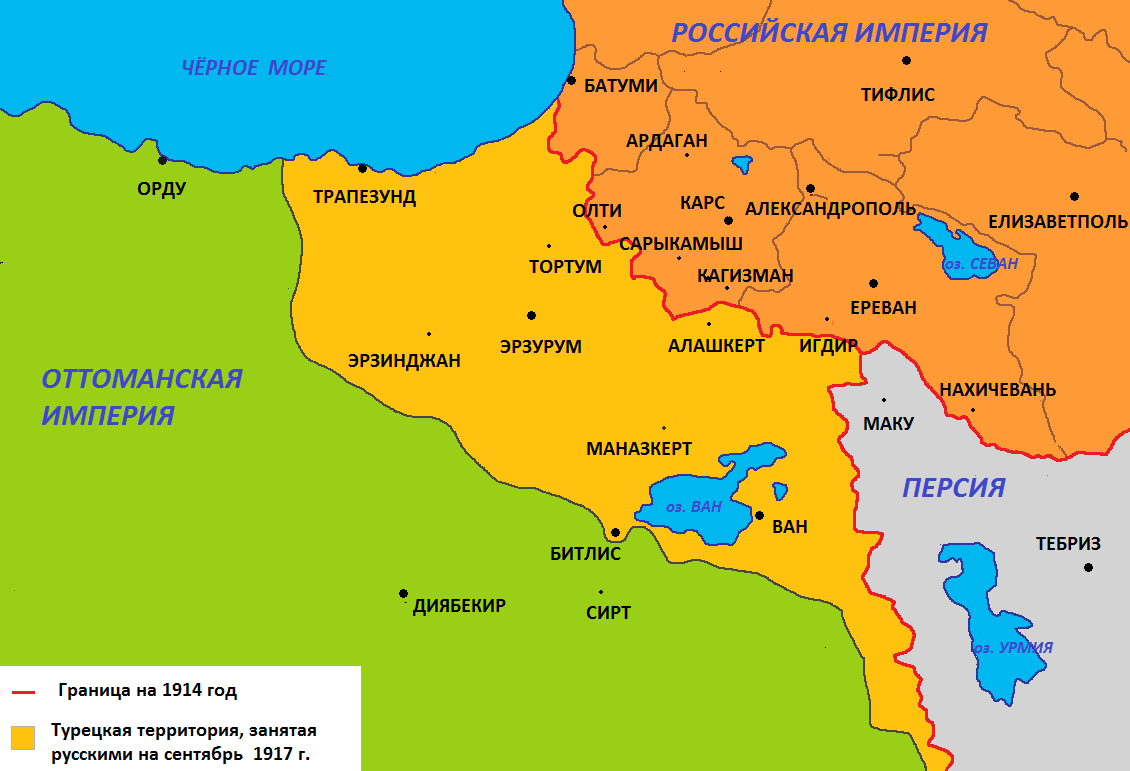
Турецкая территория, занятая русскими войсками по состоянию на сентябрь 1917 г.

На первом же заседании Закавказского сейма (10 (23) февраля) развернулась горячая дискуссия по вопросу о независимости Закавказья и отношениях с Турцией. Армянская (дашнакская) фракция предложила оставить Закавказье в составе России на правах автономии, разделённой на национальные кантоны, а в отношениях с Турцией — настаивать на самоопределении Западной Армении. Мусульманская (азербайджанская) делегация заявила, что Закавказье должно решать свою судьбу независимо от России, заключив мир с Турцией на основе отказа от вмешательства в её внутренние дела. Грузинская фракция в основном поддержала мусульман в вопросе о провозглашении независимости Закавказья и заключении самостоятельного договора с Турцией, поскольку у Закавказья просто не было сил для военного противостояния Турции.
В связи с упорной позицией армянской фракции вопрос о провозглашении независимости был временно отложен. Что касается позиции Закавказья на будущих переговорах с Турцией о сепаратном мире, то Сейм после длительного обсуждения принял следующую резолюцию:

1. В создавшихся условиях Сейм считает себя полномочным заключить договор с Турцией.
2. Начиная переговоры с Турцией, Сейм преследует цель заключить окончательное перемирие.
3. Договор о мире должен быть основан на принципе восстановления русско-турецких границ на момент начала войны.
4. Делегация должна попытаться приобрести для народов Восточной Анатолии права на самоопределение, в частности — автономию для армян в составе Турции.

Пока в Сейме шло согласование позиций, 21 февраля (6 марта) турки овладели Ардаганом. 27 февраля (12 марта) 25-тысячная турецкая армия Вехип-паши вошла в Эрзурум. Защищавшие город армянские части бежали, бросив большие запасы продовольствия и оружия. С падением Эрзурума турки фактически вернули контроль над всей Западной Арменией.

## Положение войск
К январю 1918 года русские войска оставили фронт, предоставив турецкой армии уникальную возможность взять реванш за прошлые поражения и отторгнуть Закавказье и Северный Кавказ. 3-й турецкой армии (45-50 тыс. военнослужащих) в этот период противостояли Армянский и Грузинский корпуса. Армянский корпус, ещё не завершивший формирование, должен был оборонять фронт протяжённостью 400 км, от Келкита до Эрзинджана и от Хыныса до Вана. Войска Грузинского корпуса должны были расположиться севернее армянских позиций и занять линию Гюмушхана — Трапезунд.

### Армянский корпус
Наступление турецких войск, осведомлённых об уходе русских частей и замене их национальными войсками, было вопросом времени. Ввиду этого комплектование Армянского корпуса шло ускоренными темпами, однако к началу турецкого наступления армянские части из-за малочисленности и плохой оснащённости не были в состоянии занимать непрерывную позицию вдоль всей линии фронта. Сложившееся положение вынуждало разбить армянскую армию на самостоятельные и не имеющие между собой связи отряды, которые должны были защищать главные вероятные направления наступления турецкой армии.
Группа армянских войск, прикрывавшая участок Келкит — Эрзинджан:
- Келкит — армянские добровольцы из района Байбурта;
- Эрзинджан — Эрзинджанский пехотный полк, сформированный из армянских солдат, отказавшихся уходить вместе с русской армией;
- Эрзурум — Эрзурумский пехотный полк (сформированный из местных жителей), 1-й армянский стрелковый полк и один батальон 4-го стрелкового полка;
- Хыныс-кала — 2-й армянский стрелковый полк, а также сформированные из местных жителей Хынысский и Караклисский полки.

Группа войск, занимавшая фронт между Хынысом и озером Ван:
- Ван — 5-й стрелковый армянский полк и набранные из местного населения два Ванских полка;
- Эривань — 3-й и 6-й армянские стрелковые полки (находившиеся в стадии реорганизации) и один батальон 4-го полка;
- Карс — Карсский полк (продолжавший своё формирование);
- Александрополь — 7-й и 8-й армянские стрелковые полки, находившиеся в стадии формирования.

## Наступление турецкой армии
30 января (12 февраля) 1918 года турецкое командование, нарушив соглашение о перемирии, выдвинуло 7 пехотных дивизий (около 25 тысяч человек, под командованием генерал-лейтенанта Вехип-паши) на эрзурумском, ванском и приморском направлениях. Им противостояли Грузинский (около 12 тысяч чел.) и Армянский (около 17 тысяч чел.) корпуса. Турецкие войска заняли Эрзинджан (31 января (13 февраля)) и Байбурт 13 (26) февраля, а к 24 февраля (9 марта) — Трапезунд и Мамахатун. Основная тяжесть борьбы с турками легла на разрозненные армянские части, при этом в тылу против них действовали вооружённые мусульманские отряды, поддерживавшие турецкую армию. Закавказский комиссариат вступил в сепаратные переговоры с Турцией в Трапезунде, которые, однако, зашли в тупик в связи с непримиримыми позициями сторон.

Карта боевых действий

Правительство РСФСР в ответ на наступление турецкой армии направило Германии ноту протеста  с целью предотвратить уничтожение турецкими войсками мирного населения Закавказья.

### Потеря Эрзинджана
После установления перемирия и отвода русских войск оборону города и всего района осуществляли немногочисленные армянские части под командованием полковника Н. Мореля. В задачу Эрзинджанской группировки входила оборона участка от Эрзинджана до Фама, растянувшегося на 70 км. Группировка насчитывала 1800 пехотинцев и 120 кавалеристов, на её вооружении имелись 4 полевые пушки, 2 горных орудия и 6 пулемётов.
С начала января стали поступать разведданные о перегруппировке турецких войск вдоль линии фронта. В тылу армянских войск участились нападения мусульман, в результате которых разрушались коммуникации и была нарушена связь со штабом. Армянские части, и без того испытывавшие нехватку личного состава, были вынуждены снять часть личного состава с передовой и задействовать их в обороне и восстановлении коммуникаций. Таким образом, к концу января Эрзинджанская группировка, дислоцированная на расстоянии 150 км от Эрзурума, оказалась в полной изоляции.
30 января (12 февраля) под предлогом защиты мусульманского населения от резни со стороны армян турки начали наступление. От Камаха на Эрзинджан начали продвижение части 36-й турецкой дивизии. Туркам на этом участке фронта противостояло лишь 1000 пехотинцев и 120 кавалеристов.
31 января (13 февраля) турецкие войска подошли к Эрзинджану и попытались взять его в кольцо. У полковника Мореля не было сил и возможностей воспрепятствовать этому манёвру турецких войск. В условиях нехватки личного состава и оружия и дезорганизации тыла оборона города стала невозможной. Чтобы избежать окружения, было принято решение оставить город и отступать к Эрзуруму. Кроме того, у Мореля был приказ от командующего Кавказской армией генерала И. Одишелидзе, который предписывал в случае наступления турок отходить. К вечеру того же дня, пропустив вперёд обозы и беженцев, армяне оставили город. Отступление проходило в тяжёлых погодных условиях. Обморожения конечностей получили 40 % военных и 50 % беженцев. На протяжении всего пути курдские отряды нападали на отступающие войска и беженцев. Отражая атаки курдов и пробиваясь через засады, 11 (24) февраля армяне добрались до Эрзурума.

### Потеря Эрзурума
Эрзурумский укрепрайон был оборудован русскими инженерами с расчётом на длительное сопротивление, однако для этого требовалось количество войск, во много раз превосходившее численность армянских частей.
В армянскую эрзурумскую группировку войск входили Эрзурумский полк (600 человек), части 1-й Армянской дивизии (1-й стрелковый полк (600 человек), 1-й батальон 4-го стрелкового полка (300 человек), 1-й Эрзурумский батальон (300 человек)), отступивший от Эрзинджана полк и кавалерия. Всего армянский контингент насчитывал более 3000 пехотинцев и 400 кавалеристов.
Положение Эрзурума было ничем не лучше оставленного ранее Эрзинджана. Мусульманское население активно поддерживало наступавшую турецкую армию. В тылу армянских частей действовали созданные турками отряды, которые нападали на армянское население и обозы, перерезали коммуникации и линии связи, устраивали диверсии. В районе Эрзурумской крепости находилось около 20 тысяч мусульман, из которых 7 тысяч были вооружены. Оборону Эрзурума осложняли выступления вооружённых групп мусульман в самом городе, где открыто действовало «Национальное мусульманское общество», созданное сразу же после Октябрьской революции и развала Кавказского фронта. Общество поддерживало контакты с турецким военным штабом, который управлял подготовкой восстания. Армянский комендант Эрзурума, осведомлённый о деятельности мусульманского общества, не располагал достаточными силами для того, чтобы исправить ситуацию.
Необходимость охранять административные учреждения и коммуникации приводила к ослаблению и распылению и без того малочисленного контингента армянских войск. Артиллерия крепости насчитывала 400 полевых и крепостных орудий, из которых лишь шестнадцать находились в исправном состоянии. Людей для их обслуживания и ремонта не хватало. Арсенал за период революции пришёл в непригодность. Не было налажено продовольственное снабжение. Продовольственные запасы крепости были истощены уходившими русскими войсками, а подвозу продовольствия из тыла мешали стычки с местным мусульманским населением. По этой же причине невозможна была доставка фуража, поэтому кони были истощены и непригодны для работ. Ситуацию усугубляло скопление беженцев, стекавшихся в город по мере наступления турецкой армии.
Пока в тылу шло формирование Армянского корпуса, эрзурумскому гарнизону ставилась задача задержать и по возможности остановить наступление превосходящих сил турок — 36-й турецкой пехотной дивизии, усиленной войсками, прибывшими от Байбурта и Эрзинджана, а также курдской кавалерией, насчитывавшей 3-3,5 тысяч.
Бои на подступах к городу начались 21 февраля. К вечеру 11 марта 36-я турецкая дивизия и курдская кавалерия, усиленные местными мусульманскими вооружёнными отрядами, вышли к крепости и начали занимать позиции в соседних деревнях. В самой крепости насчитывалось до 4 тысяч вооружённых мусульман, готовившихся нанести удар во взаимодействии с турецкими войсками. Армянскому гарнизону, насчитывавшему всего 3 тысячи человек, невозможно было рассчитывать на успешную оборону. На чрезвычайном военном совете было принято решение оставить город. Военные склады, в которых хранилось более 16 тонн пороха и около 33 тонн динамита, было решено не взрывать, чтобы сохранить жизнь мусульманскому населению
Рано утром 12 марта началась эвакуация крепости. Одновременно местные мусульманские отряды и турецкие войска приступили к штурму Хардбердских и Трапезундских ворот. Отступление прикрывали отряды Мурада и Торгома, которые, задержав турок, обеспечили безопасный отход основных сил. Тем временем на территории Карсской области, в тылу армянских войск, турки при содействии курдов подняли восстание в районе Ольты и напали на Ардаган, который был захвачен ими 19 марта.
С потерей Эрзурума борьба за Турецкую Армению завершилась, и война подошла к границам Закавказья. В штабе армянских войск разрабатывался план остановки турецких войск у крепости Карс, куда стремились отступавшие войска и формирующиеся в тылу батальоны.

## На грузинском фронте
14 апреля у реки Чолок (севернее Кобулети) грузинские отряды самообороны вступили в бой с частями турецкой армии и некоторое время сдерживали их. В ночь на 15 апреля турецкая армия занимает Батумский укрепрайон, а к 25 апреля — Карс и Ардаган. По требованию турецкого командования войска Закавказской демократической федеративной республики (ЗДФР; провозглашена 22 апреля) были отведены за границу, проходившую до русско-турецкой войны 1877—1878 по рекам Чолок и Арпачай.
Несмотря на это, турецкая армия продолжила наступление на Тифлис. 16-18 мая у посёлка Воронцовка упорные бои с турецкими войсками и местными мусульманскими отрядами вёл партизанский отряд под командованием генерал-майора Андраника Озаняна и дружины армянских большевиков, но турецкая армия смогла прорваться к Тифлису на расстояние 20-25 км.

## Позиция Германии в Закавказье
Союзник Турции, Германия, в 1918 году хотя и не располагала плацдармом для вторжения в Закавказье, но полностью поддержала наступление турецких войск. Однако в планах германского командования было установление контроля над Закавказьем. 27 апреля 1918 года германское руководство принудило Турцию заключить в Константинополе секретное соглашение о разделе сфер влияния. Турции отводилась уже захваченная ею территория Грузии и большая часть Армении, остальная часть Закавказья отходила под контроль Германии. 28 апреля по требованию Германии Турция объявила о согласии приступить к мирным переговорам с правительством ЗДФР, которые начались 11 мая в городе Батум. С другой стороны, 14 мая Грузинский национальный совет обращается к Германии с просьбой о покровительстве. В ответ германское правительство, уже захватившее к этому времени российские черноморские порты, согласилось оказать помощь Грузии.

## Распад ЗДФР
В начале мая через организацию Красного Креста Германия добилась сосредоточения своих военнопленных в пунктах вдоль железных дорог под видом подготовки для отправления на родину, и с намерением вооружить и использовать их в дальнейшем. 25 мая из Крыма в Поти прибыл первый 3-тысячный эшелон германский войск. В этот же день, в ночь на 26 мая, грузинская фракция Закавказского сейма принимает решение о выходе Грузии из федерации, а национальный совет Грузии провозглашает создание Грузинской Демократической Республики. Одновременно турецкая делегация в городе Батум предъявляет ультиматум о ликвидации ЗДФР. 28 мая в связи с фактическим распадом ЗДФР в Тифлисе Временный Национальный совет Азербайджана провозглашает создание Азербайджанской Демократической Республики, в тот же день в Тифлисе Армянский национальный совет провозгласил создание Демократической республики Армения. С этого момента армянская и грузинские делегации вели переговоры с турками отдельно.
4 июня 1918 Турция подписала с Арменией и Грузией договоры «о мире и дружбе», по которым к Турции, кроме Карской, Ардаганской и Батумской областей, отходили: от Грузии Ахалкалакский уезд и часть Ахалцихского уезда; от Армении Сурмалинский уезд и части Александропольского, Шарурского, Эчмиадзинского и Эриванского уездов. Турецкие войска получили право беспрепятственных железнодорожных перевозок.

## Германская интервенция в Грузии

### Ввод войск в Грузию
28 мая правительство Грузии было признано Германией и в Поти заключены 6 договоров, по которым Германия получила монопольное право на эксплуатацию ресурсов Грузии, а порт Поти и железная дорога поступали под контроль германского командования. 10 июня германские войска вошли в Тифлис (к 15 июня около 5 тысяч чел.); германские гарнизоны были размещены в Кутаисе, Гори, Сигнахе, Самтреди, Новосенаки, Очамчире и др. Германский гарнизон в Поти насчитывал свыше 10 тысяч человек и артиллерию. Всего в Грузии германские войска (включая военнопленных и мобилизованных немецких колонистов) насчитывали около 30 тысяч человек. Командование оккупационными войсками осуществлял генерал-майор Ф. Кресс фон Крессенштейн.

### Оккупационный режим
Германские интервенты взяли под контроль почту, телеграф, банки, военные и финансовые ведомства; к грузинской армии были прикреплены германские инструкторы. По договорам с грузинским правительством от 12 июля Германия получала в эксплуатацию Чиатурские марганцевые рудники на 30 лет, порт Поти на 60 лет, железнодорожную линию Шорапани — Чиатура — Сачхере на 40 лет. С мая по сентябрь германские интервенты вывезли из Грузии на 30 млн марок меди, табака, хлеба, чая, фруктов, вина и др., в том числе 31 тыс. т марганца, 360 т шерсти, 40 350 штук овечьих шкур.

## Турецкая интервенция в Азербайджане

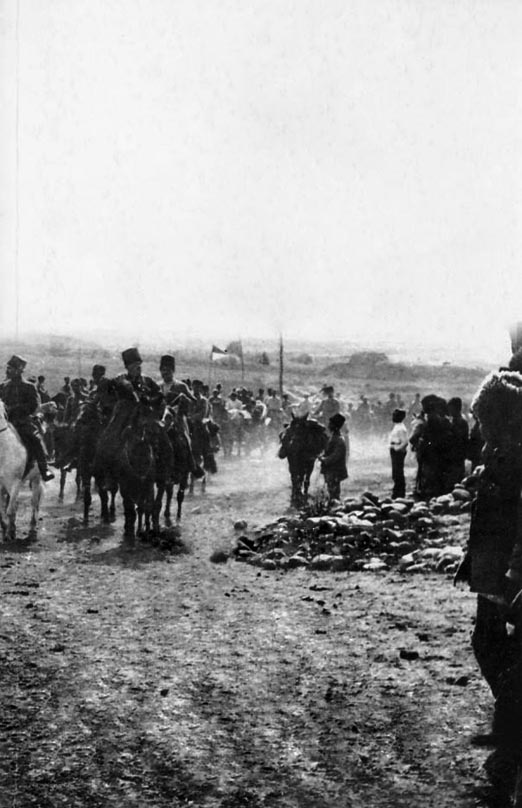
Турецкая армия в Баку. 1918 год

### Создание и падение Бакинской коммуны

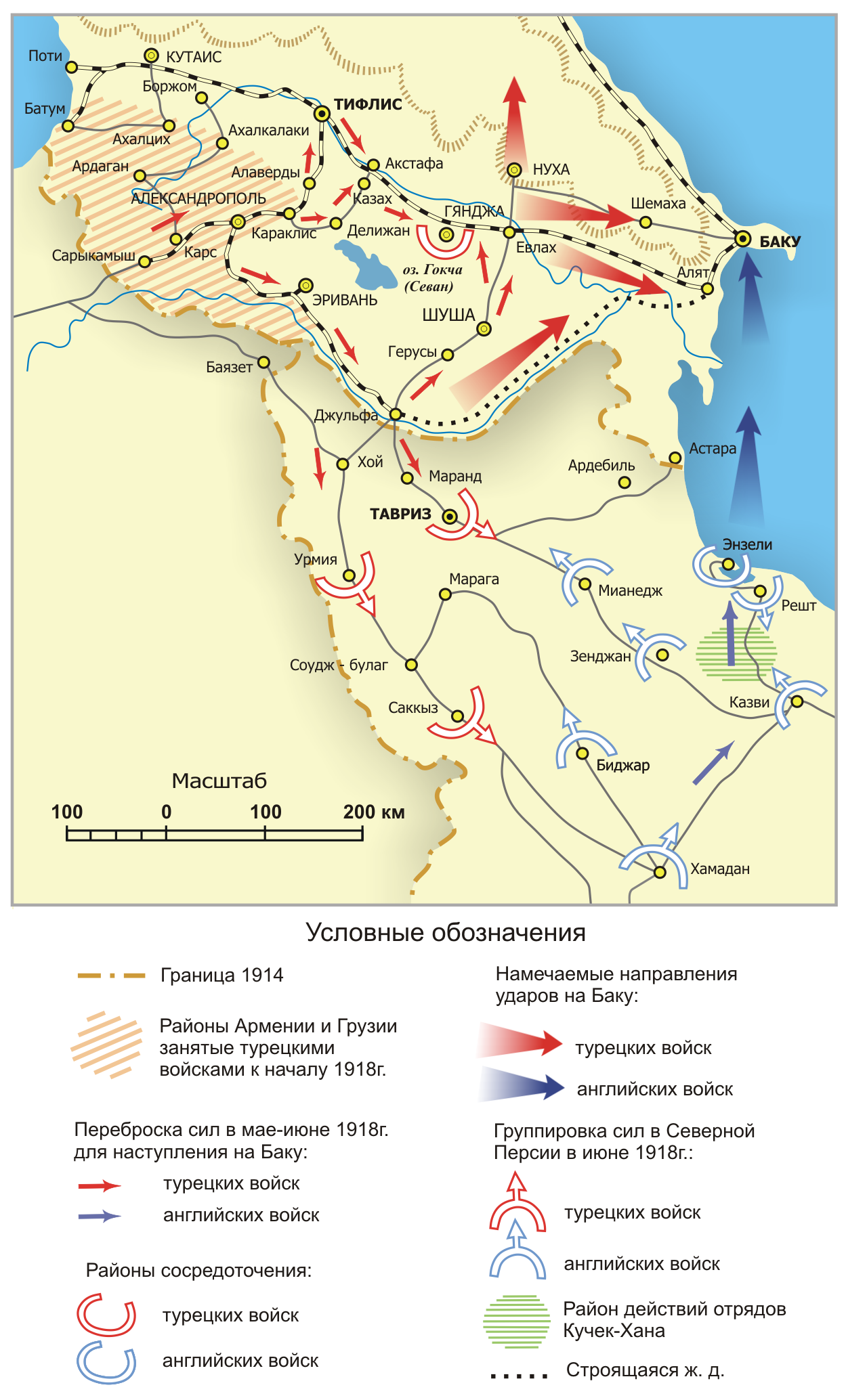
Наступательные действия турецких и английских войск в Закавказье, 1918 г.

В марте 1918 года власть в Баку была захвачена большевиками, при поддержке вооружённых формирований армянской националистической партии Дашнакцутюн. При этом в Баку и различных населённых пунктах Бакинской губернии было вырезано более 12 000 мусульман. Закрепившись в Баку, войска Бакинского Совета начали наступление на Гянджу, ставшую первой столицей Азербайджанской Демократической Республики. В этой ситуации правительство Азербайджана обратилось за военной помощью к Оттоманской империи, которая была предоставлена в соответствии с договором между двумя странами.
Ещё до распада Закавказской федерации представители азербайджанских партий посетили Стамбул с секретной миссией в поисках содействия младотурецкого правительства в провозглашении «второго турецкого государства». Стороны договорились о сотрудничестве — в частности, о содействии турецких военных в создании вооружённых сил будущего Азербайджана, их финансировании, помощи турецким войскам со стороны местного тюркского населения.
Уже в конце мая в Гянджу вошли передовые части турецкой 5-й дивизии, а на следующий день туда из Тебриза прибыл турецкий генерал Нури-паша, незамедлительно приступивший к формированию Кавказской исламской армии. В неё вошли 5-я Кавказская и 15-я Чанахгалинская дивизии турецкой армии, а также части Мусульманского корпуса АДР, переименованного к тому времени в Азербайджанский. Под командованием Нури-паши Кавказская исламская армия приступила к утверждению власти АДР на территориях, на которые она претендовала.
Турецкое командование развернуло наступление на Баку. В его планы входил также захват Дагестана и районов Северного Кавказа с мусульманским населением. Была создана группа войск «Восток» (около 28 тысяч человек). Взятие Баку возлагалось на Кавказскую исламскую армию (около 13 тысяч человек при 40 орудиях) и вошедший в её состав Мусульманский корпус АДР (около 5 тысяч человек при 10 орудиях). Сосредоточившись к 10 июня в Гяндже, турецко-азербайджанские войска начали наступление по направлениям: северо-восточное — на Шемаху; центральное (вдоль Закавказской железной дороги) — на станцию Кюрдамир; юго-восточное — на Мугань. В Дагестан был послан отряд (500 человек).
Вооружённые силы Бакинской коммуны состояли примерно из 18 тысяч человек, 19 орудий, 3 бронепоездов, нескольких гидропланов, 4 канонерских лодок и 3 вооружённых торговых судов. В Бакинском районе находилось до 13 тысяч человек, половина бойцов была безоружна, имелось лишь 60 пулемётов. Из Советской России в Баку в июне прибыли 4 броневика, 13 самолётов, оружие и боеприпасы, а в июле — отряд Г. К. Петрова (около 800 человек при 6 орудиях), вооружение, боеприпасы и обмундирование.
Противник перебросил к Баку ещё 2 дивизии. 20 июля турецкие войска из-за предательства командира 3-й советской бригады Амазаспа без боя заняли Шемаху. В конце июля Л. Ф. Бичерахов, командовавший правым крылом советских войск, ушёл с отрядом в Дагестан, оголив участок фронта в 32 км. 31 июля Кавказская исламская армия начала наступление на Баку. В тот же день в городе произошёл переворот, и 1 августа власть перешла к Диктатуре Центрокаспия.

### Битва за Баку
После прихода к власти Диктатура Центрокаспия в условиях турецкого наступления призвала на помощь английские войска. 4 августа из Энзели прибыл небольшой английский отряд. На следующий день турецкие войска ворвались в Баку, но артиллерийским огнём и контрударом были выбиты из города.
«Диктатура Центрокаспия» в ночь с 13 на 14 августа арестовала начавших эвакуацию деятелей Бакинской коммуны и разоружила пробольшевистски настроенные воинские части (около 3 тысяч человек). 17 августа в Баку прибыл 2-й английский отряд (всего в городе английских солдат в начале сентября 1918 года насчитывалось около 1 тысячи человек). Турецкое командование, подтянув ещё 3 дивизии, 14 сентября возобновило наступление. Англичане и части Диктатуры Центрокаспия покинули город. 15 сентября турецко-азербайджанские войска заняли Баку.

## Вторжение в Дагестан
В начале октября турецкие войска (свыше 4 тысяч человек) вторглись в Дагестан и при поддержке местных мусульманских формирований заняли Дербент (6 октября), Темир-Хан-Шуру (23 октября).
Против интервентов и войск Горского правительства вели борьбу советские войска (5-6 тысяч человек) во главе с М. Дахадаевым и У. Буйнакским.

## Конец интервенции
После поражения австро-германского блока в Первой мировой войне, по Мудросскому перемирию (30 октября 1918) Турция вывела свои войска из Закавказья. Началась Интервенция Союзников в Закавказье.